# Île d'Urville
Pour les articles homonymes, voir Île d'Urville (homonymie).
L'île d'Urville est une île de l'océan Austral.
C'est l'île la plus au nord du groupe des îles Joinville, directement au nord-ouest de l'île Joinville dont elle séparée par le canal Larsen. L'île d'Urville a été répertoriée en 1902 par l'expédition antarctique suédoise sous la direction d'Otto Nordenskjöld qui l'a nommée en l'honneur de Jules Dumont d'Urville, explorateur français qui a découvert ce groupe d'îles.